# Ana Borges
Ana Catarina Marques Borges, mais conhecida como Ana Borges, (Gouveia, 15 de Junho de 1990), é futebolista portuguesa que atua como lateral ou extremo.[carece de fontes?] Actualmente representa o Sport Lisboa e Benfica.
Nasceu na cidade de Gouveia. Tem 4 irmãos, dois rapazes e duas raparigas.
Desde cedo que tinha interesse pelo futebol, acabou por levar mais a sério o seu interesse a partir do momento que um vizinho a levou a treinar na Fundação Laura Santos, em Gouveia.
O seu primeiro convite para jogar no estrangeiro aconteceu aos 18 anos, quando foi representar o Zaragoza CFF, em Espanha, clube que representou durante 5 épocas. A segunda aventura no estrangeiro foi nos Estados Unidos, onde representou o Santa Clarita Blue Heart. Regressou a Espanha, desta vez para representar o Club Atlético de Madrid, onde jogou apenas uma época antes de ingressar no Chelsea Football Club.
É em Inglaterra que vive o auge da sua carreira, ao vencer o campeonato inglês, bem como a taça de Inglaterra.
A 18 de Dezembro de 2016 é apresentada em Alvade como reforço do Sporting Clube de Portugal, por empréstimo do Chelsea. 
Fez a sua primeira internacionalização em 2006, fazendo atualmente (2017) parte da Seleção Portuguesa de Futebol Feminino.

## Títulos
Sporting CP
- Liga Allianz: 2016–17
- Supertaça Portuguesa: 2016–17
- Supertaça Portuguesa: 2017

Chelsea FC
- Superliga Inglesa: 2015
- Taça de Inglaterra: 2014–15